# لمبرت-کارلووسکی
لمبرت کارلووسکی (به انگلیسی: C.C. Lamberg-Karlovsky) در شهر پراگ چکسلواکی در ۱۹۳۷ به دنیا آمد. او لیسانسش را از کالج دارتموث در سال ۱۹۵۹ دریافت کرد و مدرک دکترایش را نیز از دانشگاه پنیسیلویا در سال ۱۹۶۵ دریافت کرد. او اولین تجربه تدریس را در کالج فرانکلین و مارشال لانکاستر پنیسیلویا آغاز کرد. وی از ۱۹۷۷ تا ۱۹۹۰ به عنوان مدیر موزه باستان‌شناسی و نژادشناسی دانشگاه هاروارد مشغول به کار شد. او در ایران، عمان، اردن، سوریه، عربستان سعودی، پاکستان و جمهوری‌های پیشین شوروی سابق در آسیای میانه در کاوشگری‌های باستانی شرکت داشته‌است